# Victoria Mudd
Victoria Mudd (Los Angeles, 5 maggio 1946) è una regista statunitense.

## Biografia
Victoria Mudd è cresciuta a Hancock Park, un quartiere di Los Angeles, e lì ha frequentato la Marlborough School. Ha poi studiato antropologia alla Stanford University e si è laureata nel 1968. Ha poi conseguito un Master of Arts in Teaching (MAT) presso la Antioch Graduate School nel 1971. In seguito ha  intrapreso un viaggio in Nepal, che ha suscitato il suo interesse per i tibetani, sui quali ha poi girato un documentario.
Influenzata dal lavoro di Frances H. Flaherty, Mudd si è rivolta all'industria cinematografica. Si è diplomata al programma di regia dell'American Film Institute. Nel 1980 ha fondato Earthworks Films Inc. con Maria Florio, una graphic designer ed ex fotografa al National Geographic, per produrre documentari.  Il suo primo film, Broken Rainbow, parlava dello sfollamento forzato di migliaia di Navajo per motivi economici. Mudd e Florio hanno vinto un Oscar nella categoria 1986 per questa produzione, Premio per il miglior documentario.
Insieme a Tom e Sue Peosay (Zambuling Pictures), che avevano già girato in Tibet, Mudd e Florio hanno prodotto il documentario Tibet: Cry of the Snow Lion, che esplora la vita dei tibetani dopo l'invasione cinese e presenta filmati del Dalai Lama. In tutto, la realizzazione del film ha richiesto dieci anni e nove viaggi in Tibet. Dal 2002 ha partecipato a vari festival.
Mudd è stata insegnante di studi sui media al Pitzer College, Claremont, dal 2006 al 2010. Tiene conferenze e workshop sulla rappresentazione dei nativi americani nei film di Hollywood.

## Filmografia
Regia
- Broken Rainbow (1985)

Sceneggiatura
- Broken Rainbow (1985)
- Tibet: Cry of the Snow Lion (2002)

Produzione
- Broken Rainbow (1985)
- Tibet: Cry of the Snow Lion (2002)

## Riconoscimenti
- Premio Oscar al miglior documentario Broken Rainbow (1985)[7]